# Gyönk
Gyönk è un comune dell'Ungheria centro-meridionale di 2.009 abitanti. È situato nella contea di Tolna.

## Amministrazione

### Gemellaggi
- Darmstadt, dal 1990[2]
- Griesheim, dal 1990[3]
- Wilkau-Haßlau, dal 1990[4]
- Bar-le-Duc, dal 1996